# Euclydes Barbosa
Euclydes Barbosa (Jaú, ur. 7 grudnia 1909 w São Paulo, zm. 26 lutego 1988 tamże) – brazylijski piłkarz, obrońca. Brązowy medalista MŚ 38.

## Życiorys
Karierę zaczynał w Scarpo FC. W latach 1932–1937 grał w Corinthians Paulista. Później grał m.in. w CR Vasco da Gama (1938-1941) oraz Santosie FC (1944). W reprezentacji Brazylii rozegrał 10 spotkań. Podczas MŚ 38 wystąpił w jednym spotkaniu, wygranym 2:1 powtórzonym ćwierćfinale z Czechosłowacją. Brał udział w Copa América 1937 (2. miejsce).